# Ая (озеро)
Ая (Айское) — пресноводное озеро в Алтайском районе Алтайского края, расположенное в горной котловине левого берега Катуни в 10 км к югу от села Майма. В переводе с алтайского «Ай» означает «луна». Существует алтайская легенда о том, что луна спустилась в долину и схватила там людоеда Дельбегена, чтобы спасти людской род. На том месте, где спустилась с неба луна, образовалась вмятина и возникло озеро Ая.
В настоящее время большинство специалистов полагает, что впадина озера Ая, как и рядом расположенные впадины Пионерская и «Моховое болото», имеют кавитационно-эворзионное происхождение. Эти впадины являются эворзионными котлами высверливания, выбитыми энергичными водопадами при прохождении дилювиальных потоков по магистральной долине стока — Катуни — из катастрофически прорывавшихся гигантских ледниково-подпрудных озёр в верховьях рр. Катуни и Чуи, и занимавших Чуйскую, Курайскую, Уймонскую и другие крупные котловины Алтая. Эти водноледниковые катастрофы происходили систематически во время деградации последнего оледенения, то есть — позднее приблизительно 15 тысяч лет назад (до 7 тыс. лет назад). Впадина озера Ая, как и другие подобные ей котловины, является характерным элементом Алтайского скэбленда.
По химическому составу вода озера относятся к классу гидрокарбонатных, кальциевой группы. Летом вода в озере Ая прогревается до 20 °C и выше — это одно из немногих мест Горного Алтая и предгорий, где можно комфортно купаться. Длина береговой линии озера 1410 м, максимальная глубина 21,7 м, средняя глубина 12,6, площадь 9 га, диаметр ок. 300—400 метров. Озеро располагается на высоте 280 метров над уровнем моря и приблизительно на высоте 60 метров относительно уреза реки Катунь в тыльном шве позднеплейстоценовой дилювиально-аккумулятивной террасе. Озеро не имеет поверхностного стока и питается за счёт подземных (подводных) восходящих источников — родников. Уровень зеркала испытывает небольшие колебания.
Озеро Ая является популярным местом отдыха. Вокруг него расположено несколько турбаз, на берегу организован пляж, прокат водных велосипедов, лодок. В центре озера находится небольшой остров с расположенной на нём беседкой. С целью охраны окружающей среды в районе озера постановлением администрации Алтайского края в октябре 2003 года был организован «Природный парк Ая».
Замерзает озеро Ая в ноябре, и зимой на расчищенных от снега участках можно кататься на коньках.